# Metrobús (Santa Fe)

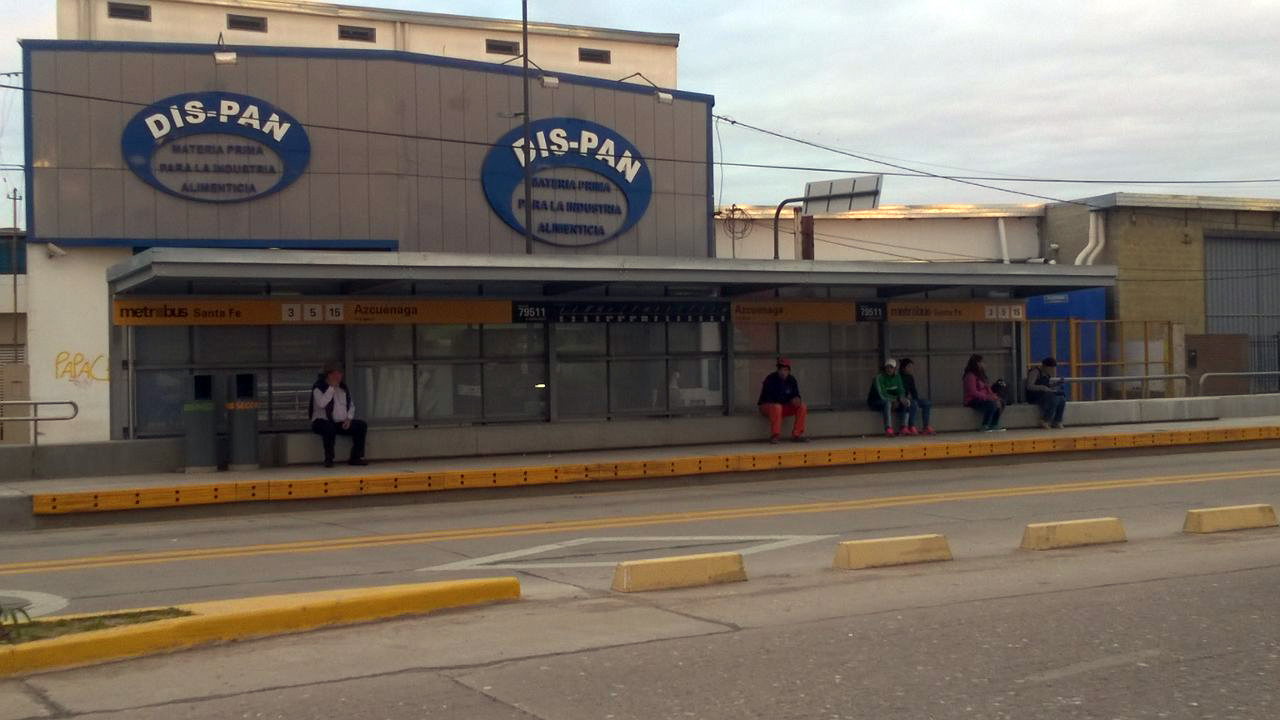
Parada Azuénaga este del Metrobús Santa Fe.

El Metrobús Santa Fe o Metrofé es un sistema de carriles exclusivos para autobuses (colectivos, en español rioplatense) que se puede homologar como autobús de tránsito rápido (BRT, por sus siglas en inglés) inaugurados el 3 de mayo de 2017 en la ciudad de Santa Fe. El corredor se extiende por 5,7 km por la avenida Blas Pareras en la zona norte de la ciudad y cuenta con 30 paradas -15 en cada sentido- cada 400 metros aproximadamente. Por el circulan siete líneas de colectivos: 1, 1 bis, 3, 5, 9, 15 y Recreo. Este es el segundo Metrobús inaugurado en la provincia, luego del Metrobús Rosario.
Según el gobierno de la ciudad de Santa Fe, la velocidad comercial estimada sube de entre 14 a 18 km/h a 26 km/h, reduce los tiempos de viaje en un 40%, un ahorro de 8 minutos de viaje en hora pico y beneficia a 180.000 personas de manera directa.

## Proyecto

### Obra
El proyecto fue desarrollado por el gobierno de la ciudad, demandando una inversión superior a los $ 137 millones de pesos financiada a través del Banco Mundial y gestionado a través del Programa de Transporte Urbano para Áreas Metropolitanas (PTUMA), del Ministerio de Transporte. De las cuatro empresas que presentaron sus ofertas en marzo de 2015 la ganadora fue la firma Centro Construcciones S.A., quien ofertó realizar la obra por $109 962 642,15. Los trabajos empezaron en septiembre de 2015 y se planeaba que finalicen en noviembre de 2016, pero lo hicieron en mayo de 2017.
Además de la remodelación y reorganización de la calle y la construcción de las nuevas paradas, se dispuso la creación de una bicisenda en cada vereda, la instalación de 400 columnas de iluminación led nuevas, nueva semaforización dedicadas a los rodados, los colectivos y los peatones y la repavimentación y reparación de calzada. Desde entonces ha causado controversia la calidad de la misma debido a los múltiples accidentes de tránsito en su recorrido.

### Inauguración
Luego de las pruebas hechas por un equipo técnico del Ministerio de Transporte y por especialistas del Banco Mundial, que habilitaron los resultados de la obra, se decidió que el miércoles 3 de mayo se inauguraría el Metrobús en un acto en la rotonda de la estación Gorostiaga. Este acto, que empezó a las 9:00 hs., contó con la presencia de Mauricio Macri, presidente de Argentina; Guillermo Dietrich, ministro de Transporte; Miguel Lifschitz, gobernador de la provincia de Santa Fe; y José Manuel Corral, intendente de la ciudad de Santa Fe.

## Paradas
Esta es una lista de las estaciones del Metrobús, cada una tiene una parada sentido sur y otra sentido norte.